# Frits Schrøder
Frederik "Frits" Carl Gram Schrøder (19. juli 1866 i København – 13. august 1936 i Ålsgårde) var en dansk justitsminister i Ministeriet M.P. Friis og nationalbankdirektør. Storkors af Dannebrog. Hans ene søn, Hans Henning Schrøder, var i udenrigstjenesten og sluttede karrieren som direktør for udenrigsministeriet, han døde i 1971. Den anden søn var kunstmaler Povl Schrøder død 1957.